# Hugh Jack
Hugh Jack, född 19 december 1929, död 19 december 2018, var en australisk friidrottare. Han deltog vid olympiska sommarspelen 1956.